# Calahonda (Mijas)
Calahonda es una localidad situada en el municipio de Mijas (Málaga) en la comunidad autónoma de Andalucía, España; que debe su nombre a la playa de Calahonda, cuyo nombre utilizó el urbanizador, D. Juan de Orbaneja y Desvalls, para denominar Sitio de Calahonda a aquella zona y a la parte de la urbanización en Marbella, Puerto Cabopino, luego conocida como Calahonda. 
La urbanización comenzó en 1963, siendo la más grande y poblada del término municipal de Mijas. Es mantenida por sus propietarios que gestionan un presupuesto anual para hacer frente al mantenimiento de las zona comunes (aceras, asfaltado, alumbrado público, limpieza, limpieza de zonas verdes, plan de incendios ...) por medio de una junta directiva compuesta por propietarios de la urbanización de diferentes nacionalidades. Cuenta con más de 27 kilómetros de calles, cerca de 7000 viviendas, 600 000 metros cuadrados de zonas verdes.  La población predominante no es de origen español, sino que está compuesta fundamentalmente de expatriados británicos, escandinavos y alemanes.
Se encuentra a medio camino entre las localidades de Fuengirola y Marbella, aunque está bajo la jurisdicción del municipio de Mijas, salvo la playa de Cabopino y su puerto, originario de Calahonda, que pertenece a Marbella. La zona de la urbanización perteneciente al municipio de Marbella, se segregó y actualmente es la Urbanización Cabopino. La mayoría de los 4.000.000 metros cuadrados de Calahonda (Urb. Sitio de Calahonda con 3.000.0000 de metros, Urb. Calypso con 400.000 metros y otras con el resto) están dedicados a zona residencial y campos de golf, contando con tres grandes zonas comerciales que albergan la mayoría de los restaurantes, cafeterías y pubs de la localidad, así como varios bancos y supermercados.

## Transporte público

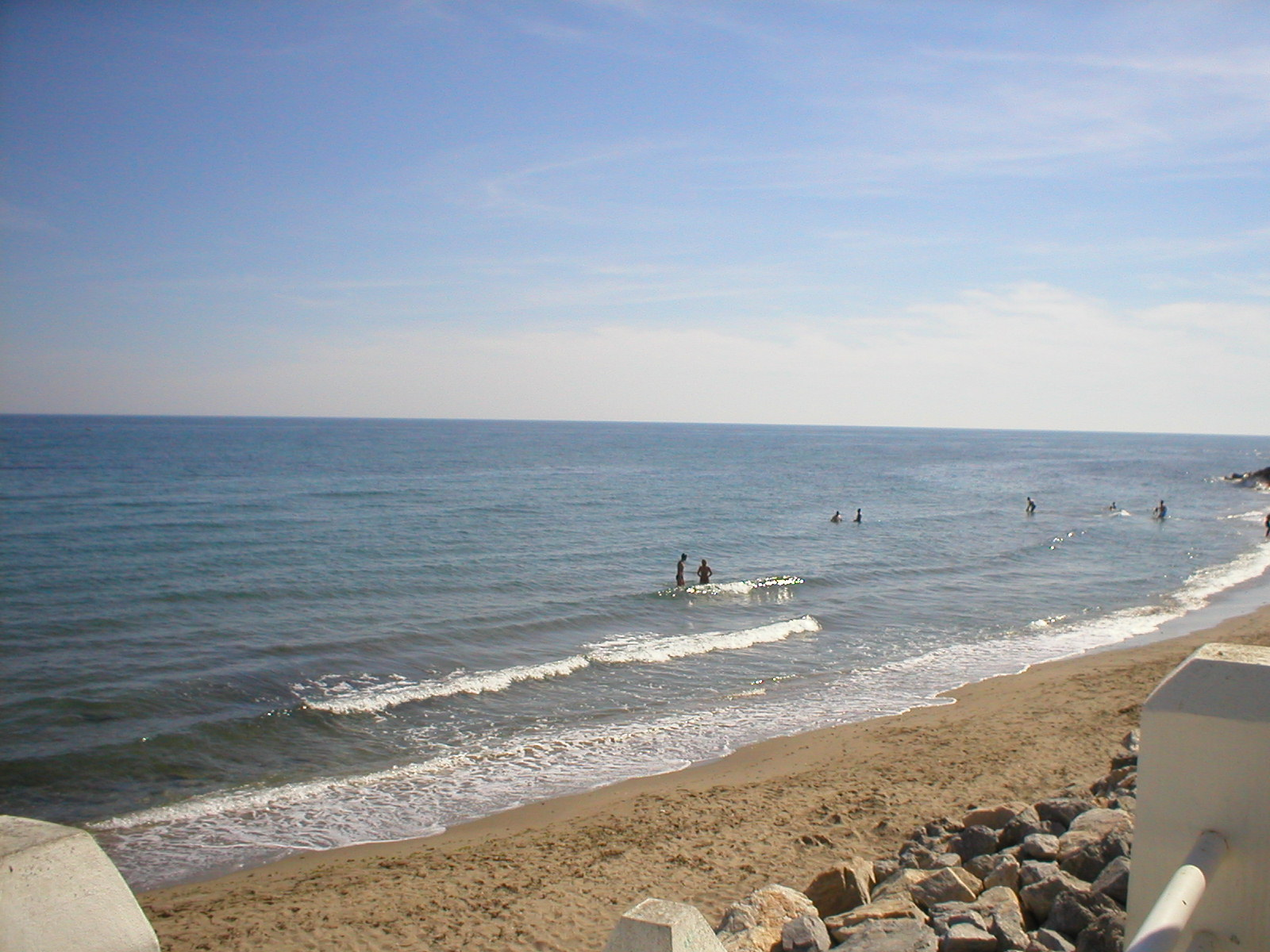
Playa de Calahonda.

Las líneas de autobuses interurbanos adscritas al Consorcio de Transporte Metropolitano del Área de Málaga pueden consultarse en el siguiente enlace